# From.9
From.9 é o primeiro single em formato de álbum especial do grupo feminino sul-coreano Fromis 9. O álbum foi lançado em 10 de outubro de 2018 pela Off the Record Entertainment e distribuído pela Stone Music Entertainment e Genie Music. O single principal do álbum é "Love Bomb".
From.9 marca o primeiro retorno do grupo com Gyuri após a ausência dela devido à participação no Produce 48.

## Antecedentes e lançamento
Em 2 de outubro de 2018, o grupo liberou imagens prévias para o seu retorno. No dia seguinte, por meio do seu canal oficial no YouTube, elas divulgaram um vídeo dos bastidores de seus preparativos para o retorno como um grupo de 9 íntegrantes com a participação de Gyuri.
Em 4 de outubro de 2019, foi anunciado por meio de suas mídias sociais de que o single teria 5 músicas, com 3 músicas novas e 2 música relançadas do seu último mini álbum, To. Day, com "Love Bomb" como faixa-título.

## Promoção
O grupo, por meio de suas redes sociais, fez um convite para uma performance em 5 de outubro na saída 11 da estação de trem de Gangnam.

## Lista de faixas
| N.º            | Título                          | Letras              | Música                                   | Arranjo               | Duração |  |
| 1.             | "Love Bomb"                     | 조윤겹              | Mayu Wakisaka Sean Alexander David Amber | David Amber AVENUE 52 | 3:19    |  |
| 2.             | "Dancing Queen"                 | EJO                 | EJO 1Hz KYUM LYK                         | 1Hz KYUM LYK          | 3:25    |  |
| 3.             | "Coloring" (물들어; muldeul-eo) | Lee Seo-yeon 정윤화 | Jamie Song                               | Jamie Song            | 3:36    |  |
| Duração total: | Duração total:                  | Duração total:      | Duração total:                           | Duração total:        | 10:20   |  |

| Faixas bônus apenas do CD |                                                               |                                                  |                           |                                                |         |  |
| N.º                       | Título                                                        | Letras                                           | Música                    | Arranjo                                        | Duração |  |
| 4.                        | "DKDK (From.9 ver.)" (두근두근; Dugeundugeun)                 | 백곰 빼꼼 Song Ha-young Park Ji-won Lee Seo-yeon | 백곰 박기태 (PRISMFILTER) | 백곰 Anchor (PRISMFILTER) 박기태 (PRISMFILTER) | 3:03    |  |
| 5.                        | "22nd Century Girl (From.9 ver.)" (22세기 소녀;22Segi Sonyeo) | 달리                                             | Wonderkid Breadbeat 신쿵  | Wonderkid Breadbeat 신쿵                       | 3:35    |  |
| Duração total:            | Duração total:                                                | Duração total:                                   | Duração total:            | Duração total:                                 | 16:58   |  |

## Desempenho nas tabelas
| Tabela musical (2018) | Melhor posição nas tabelas |
| --------------------- | -------------------------- |
| Coreia do Sul (Gaon)  | 3                          |

## Histórico de lançamento
| Região        | Data                  | Distribuidora                         | Formatos            |
| ------------- | --------------------- | ------------------------------------- | ------------------- |
| Coreia do Sul | 10 de outubro de 2018 | Stone Music Entertainment Genie Music | CD download digital |
| Várias        | 10 de outubro de 2018 | Stone Music Entertainment Genie Music | CD download digital |